# Matador (Teksas)
Matador je gradić u američkoj saveznoj državi Teksas. Prema popisu stanovništva iz 2010. u njemu je živjelo 607 stanovnika.